# Jacksonia sternbergiana
Jacksonia sternbergiana är en ärtväxtart som beskrevs av George Bentham. Jacksonia sternbergiana ingår i släktet Jacksonia och familjen ärtväxter. Inga underarter finns listade i Catalogue of Life.